# 陳伯恭
陈伯恭（6世紀—?），南北朝陈朝晋安王，字肃之，世祖文帝陈蒨第六子，母親為嚴淑媛。

## 生平
文帝天嘉六年（565年）八月己卯，立为晋安王，師事袁充。不久为平东将军、吴郡太守，置佐史（有記室阮卓）。当时陈伯恭年十几岁，便留心政事，治理官曹。
陈宣帝太建元年（569年）七月，入京为安前将军、中护军，迁中领军。改为中卫将军、扬州刺史，以公事免职。四年（572年），起为安左将军，寻为镇右将军、特进，给扶。六年（574年）正月，出为安南将军、南豫州刺史，由長史蕭允代理治州。九年（577年），入为安前将军、祠部尚书。十一年（579年）十月，进号军师将军、尚书右仆射。十二年（580年）五月，迁仆射。十三年正月，迁左仆射。十四年三月，出为安南将军、湘州刺史，未拜。
后主陈叔宝至德元年（583年），为侍中、中卫将军、光禄大夫，为生母严淑媛丁忧，去职。四年正月，加號鎮右將軍（有諮議參軍蔡凝）。祯明元年（587年），起为中卫将军、右光禄大夫，置佐史、扶并如故。
祯明三年（589年）隋灭南陈，与其他南陈皇族类似，被迫迁往关中，隋炀帝大业中，官至成州刺史、太常卿。

## 資料來源
- 《陳書》卷二十八 列傳第二十二 世祖九王

## 外部連結
[在维基数据编辑]
 《南史/卷65》，出自李延壽《南史》